# План Тюрго
План Тюрго (фр. plan de Turgot) — подробный план Парижа, созданный в 1734—1736 годах по заказу Мишеля-Этьена Тюрго. Выдающийся образец французской картографии XVIII века.

## Описание
План Тюрго представляет собой атлас Парижа, опубликованный в 1739 году. На 20 листах в изометрической проекции подробно изображены дома и улицы столицы Франции. 21-й лист содержит упрощённый план, разделённый на 20 частей (4 на 5). Каждой части упрощённого плана соответствует лист с подробным изображением. Каждый лист с подробным изображением представляет собой прямоугольник 50 на 80 сантиметров, сложенный пополам. Весь план в собранном виде занимает 250,5 сантиметров по высоте и 322,5 сантиметра по ширине. Атлас охватывает районы города, примерно соответствующие первым 11 административным округам Парижа.
|  |  |  |  |
|  |  |  |  |
|  |  |  |  |
|  |  |  |  |
|  |  |  |  |

## История создания
В 1734 году Мишель-Этьен Тюрго, занимавший в то время пост купеческого прево Парижа, заказал академику Королевской академии живописи и скульптуры Луи Бретезу (фр. Louis Bretez) новый план Парижа и предместий. Тюрго надеялся, что новый план поднимет престиж Парижа в глазах парижан и гостей столицы.
Контракт предусматривал точное и подробное изображение улиц и домов. Бретез получил полномочия входить в здания, дворы и сады для проведения необходимых ему измерений и зарисовок. На выполнение всей работы потребовалось два года (1734—1736).
В 1736 году Клод Люка (фр. Claude Lucas), гравёр Королевской академии наук, изготовил 21 печатную форму, с которых в 1739 году были напечатаны листы атласа. Экземпляры атласа были подарены королю, членам Академии и городского муниципалитета. Печатные формы хранятся в Лувре. Время от времени с них делают новые экземпляры атласа по той же технологии, что применялась в XVIII веке.